# Michael Færk Christensen
Michael Færk Christensen (Hobro, 14 de febrero de 1986) es un deportista danés que compitió en ciclismo en la modalidad de pista, especialista en la prueba de persecución por equipos.
Participó en los Juegos Olímpicos de Pekín 2008, obteniendo una medalla de plata en la prueba de persecución por equipos (junto con Michael Mørkøv, Casper Jørgensen, Jens-Erik Madsen y Alex Rasmussen).
Ganó dos medallas en el Campeonato Mundial de Ciclismo en Pista, oro en 2009 y plata en 20108.

## Medallero internacional
| Juegos Olímpicos   | Juegos Olímpicos         | Juegos Olímpicos | Juegos Olímpicos        |
| Año                | Lugar                    | Medalla          | Competición             |
| ------------------ | ------------------------ | ---------------- | ----------------------- |
| 2008               | Pekín (China)            | Medalla de plata | Persecución por equipos |
| Campeonato Mundial |                          |                  |                         |
| Año                | Lugar                    | Medalla          | Competición             |
| 2008               | Mánchester (Reino Unido) | Medalla de plata | Persecución por equipos |
| 2009               | Pruszków (Polonia)       | Medalla de oro   | Persecución por equipos |

1. ↑  Compitió en la ronda de clasificación.